# Jan T. Gross
Jan Tomasz Gross (1 de agosto de 1947 en Varsovia, Mazovia) es un historiador y sociólogo polacoestadounidense. Ejerció de profesor de sociales y guerra en la Universidad de Princeton, Nueva Jersey. 
Tras jubilarse anticipadamente abandonó Nueva York, donde había vivido cincuenta años, y fijó su residencia en Berlín.

## Biografía
Nació en Varsovia en agosto de 1947. Su madre, Hanna Szumanska, durante la ocupación nazi de Polonia había sido mensajera de la oficina de información y propaganda del ejército polaco clandestino de resistencia Armia Krajowa. Entonces estaba casada con el judío asimilado Stanislaw Wertheim, editor del boletín del Armia Krajowa, que fue denunciado y asesinado en 1943. Hanna, que era católica, conoció poco después a Zygmunt Gross, el padre de Jan. Zygmunt Gross era miembro del PPS.
A principios de los años 1960 formó en el liceo donde estudiaba, junto con otros alumnos entre los que se encontraba Adam Michnik, futuro gran oponente del régimen comunista, un «club de investigadores de contradicciones» en el que discutían de historia y de política con la aspiración de alcanzar un «socialismo de rostro humano». Cuando acabó la secundaria estudió física en la Universidad de Varsovia, pero en 1968 como consecuencia de «los sucesos de marzo», seguidos de una ola de represión justificada por el régimen comunista por la existencia de una «quinta columna sionista», fue detenido, encarcelado durante cinco meses y expulsado de la universidad. Durante sus años como universitario había formado parte del grupo anticomunista "Komandosi".
La familia decidió entonces abandonar Polonia y Jan Gross, que había obtenido una beca, se marchó a estudiar sociología en la Universidad de Yale. Al año siguiente, 1969, obtiene la nacionalidad estadounidense. A finales de los 1970 defiende su tesis que es publicada en 1979 con el título Polish Society under German Occupation. The General gouvernement, 1939-1944. Diez años después vuelve a publicar otro libro sobre Polonia durante la Segunda Guerra Mundial: Revolution from Abroad. The Soviet Conquest of Poland's Western Ukraine and Western Biolorussia, 1939-1941.
En 1996 fue galardonado en su país de origen con la Orden del Mérito, reconocimiento otorgado a los ciudadanos extranjeros por su rol cooperador entre Polonia y las demás naciones.
En el año 2000 publica el que será su libro más famoso, traducido a varios idiomas, y que levantará una enorme controversia en Polonia: Neighbors: The Destruction of the Jewish Community in Jedwabne, Poland (hay versión castellana: Vecinos. El exterminio de la comunidad judía de Jedwabne). La obra narra la masacre de la comunidad judía de Jedwabne el 10 de julio de 1941 —cuando los soviéticos acababan de abandonar la localidad a causa de la invasión alemana y los nazis todavía no habían llegado— llevada a cabo por sus propios vecinos polacos. Reunieron en una granja a los cerca de mil judíos del lugar —hombres, mujeres, niños y ancianos— y los quemaron vivos.
Vecinos desencadena un gran y apasionado debate en Polonia que culminará con el reconocimiento de las responsabilidades polacas por el presidente de la República Aleksander Kwasniewski durante la visita que realiza a Jedwabne el 10 de julio de 2001. La polémica vuelve en 2006 con la publicación de Fear: Anti-Semitism in Poland After Auschwitz pues en él narra la brutal hostilidad hacia los judíos supervivientes del Holocausto —unos 285.000 contra los 3,3 millones que vivían en Polonia en 1939— por parte de la población polaca. Se ocupa especialmente del pogrom de Kielce que tuvo lugar el 4 de julio de 1946 y en el que una multitud conmocionada por el rumor de que se había producido un asesinato ritual masacró a 42 judíos. Tampoco estuvo exento de controversia su obra posterior Golden Harvest que se ocupaba del pillaje por parte de polacos de los bienes de los judíos.
En 2018 el parlamento polaco, dominado por los ultranacionalistas, aprobó una ley por la que se perseguiría a aquellos que hablaran públicamente de la responsabilidad o la corresponsabilidad de los polacos en los crímenes del Tercer Reich. Una ley que también fue conocida como lex Gross porque parecía dirigida específicamente contra él. Esa es la razón por la que cuando se jubiló anticipadamente para volver a Europa, después de cincuenta años de estancia en Estados Unidos, eligió vivir en Berlín «porque no es Varsovia», declaró entre risas.

## Obras
- Gross, Jan Tomasz (1979). Polish Society Under German Occupation - Generalgouvernement, 1939-1944. Princeton, NJ: Princeton University Press.
- Irena Grudzińska-Gross, Jan Tomasz Gross: War through children’s eyes : the Soviet occupation of Poland and the deportations, 1939-1941,
- Gross, Jan Tomasz; Irena Grudzińska-Gross (1984). W czterdziestym nas matko na Sybir zesłali ... Londres: Aneks.
- Gross, Jan Tomasz (1998). Upiorna dekada, 1939-1948. Trzy eseje o stereotypach na temat Żydów, Polaków, Niemców i komunistów. Kraków: Universitas.
- Gross, Jan Tomasz (1999). Studium zniewolenia. Kraków: Universitas.
- Gross, Jan Tomasz (2000).  Istvan Deak and Tony Judt, ed. The Politics of Retribution in Europe: World War II and Its Aftermath. Princeton, NJ: Princeton University Press.
- Gross, Jan Tomasz (2001). Neighbors: The Destruction of the Jewish Community in Jedwabne, Poland. Princeton, NJ: Princeton University Press. ISBN 0-14-200240-2. Polish version of the book online (Hay versión castellana: Vecinos. El exterminio de la comunidad judía de Jedwabne. Barcelona, Editorial Crítica, 2002. ISBN 9788416771059)
- Gross, Jan Tomasz (2003). Revolution from Abroad. The Soviet Conquest of Poland’s Western Ukraine and Western Belorussia. Princeton: Princeton University Press. ISBN 0-691-09603-1.
- Gross, Jan Tomasz (2003). Wokół Sąsiadów. Polemiki i wyjaśnienia (en polaco). Sejny: Pogranicze. ISBN 83-86872-48-9.
- Gross, Jan Tomasz (2006). Fear: Anti-Semitism in Poland After Auschwitz. Random House. ISBN 0-375-50924-0.
- Gross, Jan Tomasz; Irena Grudzińska-Gross (2012). Golden Harvest. Nueva York: Oxford University Press. ISBN 978-0-19-973167-1.
- "Lato 1941 w Jedwabnem. Przyczynek do badan nad udzialem spolecznosci lokalnych w eksterminacji narodu zydowskiego w latach II wojny swiatowej," in Non-provincial Europe, Krzysztof Jasiewicz ed., Warszawa - London: Rytm, ISP PAN, 1999, pp. 1097–1103